# Хвощеватое (Воронежская область)
Хвощева́тое — хутор в Калачеевском районе Воронежской области.
Входит в состав Ясеновского сельского поселения.

## Население
| 1859 | 1897  | 2010 |
| ---- | ----- | ---- |
| 705  | ↗1108 | ↘432 |

## Улицы
| - ул. Гагарина, - ул. Зелёная, - ул. Луговая, - ул. Молодёжная, | - ул. Свободы, - ул. Советская, - ул. Солнечная. |